# Miranda Campa
Miranda Campa, född Liliana Campa Capodaglio 31 januari 1914 i Genève, Schweiz, död 6 december 1984 i Rom, var en schweiziskfödd italiensk skådespelerska och röstskådespelare.

## Roller i urval
- 1953 – Don Camillos återkomst
- 1955 – Skojare i Rom
- 1958 – Kvinnor bakom galler
- 1961 – Barabbas
- 1962 – Blodig revansch
- 1962 – Bröderna
- 1970 – Skandalen i Rom
- 1979 – Stunder av lycka
- 1981 – Sogni d'oro